# Дом чисел
«Дом чисел: Анатомия эпидемии» — документальный фильм 2009 года, преподносящий под видом объективного расследования идею, что ВИЧ безвреден и не вызывает синдром приобретенного иммунодефицита СПИД. Фильм подвергся резкой критике врачей и специалистов, идеи фильма названы вредными и лженаучными.
Группа опрошенных специалистов после выхода фильма жаловались, что их слова были искажены и вырваны из контекста. Кристин Магииор, видный деятель движения по отрицанию последствий ВИЧ, умерла позже от осложнений СПИД.